# سفارة صربيا في بولندا
سفارة صربيا في بولندا هي أرفع تمثيل دبلوماسي لدولة صربيا لدى بولندا. تقع السفارة في وارسو وهي تهدف لتعزيز المصالح الصربية في بولندا.

## وصلات خارجية
- الموقع الرسمي
- قائمة سفارات صربيا
- قائمة السفارات في بولندا